# Associazione Calcio Femminile Giolli Gelati Roma 1982
Questa voce raccoglie le informazioni riguardanti la Associazione Calcio Femminile Giolli Gelati Roma nelle competizioni ufficiali della stagione 1982.

## Rosa
Rosa completa a fine stagione e numerazione delle maglie da dati parziali.
| N. |                   | Ruolo | Calciatrice         |
| -- | ----------------- | ----- | ------------------- |
|    | Italia (bandiera) |       | Anelli              |
| 10 | Italia (bandiera) | A     | Tiziana Bartoccioni |
|    | Italia (bandiera) |       | Antonella Bedini    |
| 2  | Italia (bandiera) | D     | Anna Cafà           |
| 3  | Italia (bandiera) | D     | Cinzia Cesarini     |
| 9  | Italia (bandiera) | A     | Maurizia Ciceri     |
| 5  | Italia (bandiera) | D     | Angela Comparcola   |
| 4  | Italia (bandiera) | C     | Marisa Conicchioli  |
|    | Italia (bandiera) | A     | Laura Cristofanelli |
|    | Italia (bandiera) |       | Pina Debbi          |
| 1  | Italia (bandiera) | P     | Roberta Granieri    |

| N. |                   | Ruolo | Calciatrice        |
| -- | ----------------- | ----- | ------------------ |
|    | Italia (bandiera) |       | Loforte            |
|    | Italia (bandiera) |       | Teresa Lonero      |
|    | Italia (bandiera) |       | Mercuri            |
| 8  | Italia (bandiera) | A     | Sandra Pierazzuoli |
| 7  | Italia (bandiera) | A     | Celeste Popolla    |
| 6  | Italia (bandiera) | C     | Elisabetta Saldi   |
| 11 | Italia (bandiera) | C     | Catia Silvestri    |
|    | Italia (bandiera) |       | Simeoni            |
|    | Italia (bandiera) |       | Barbara Valente    |
| 11 | Italia (bandiera) |       | Ernesta Venuto     |

### Statistiche dei giocatori
| Giocatore        | Serie A  | Serie A | Serie A     | Serie A    | Coppa Italia | Coppa Italia | Coppa Italia | Coppa Italia | Totale   | Totale | Totale      | Totale     |
| Giocatore        | Presenze | Reti    | Ammonizioni | Espulsioni | Presenze     | Reti         | Ammonizioni  | Espulsioni   | Presenze | Reti   | Ammonizioni | Espulsioni |
| ---------------- | -------- | ------- | ----------- | ---------- | ------------ | ------------ | ------------ | ------------ | -------- | ------ | ----------- | ---------- |
| . Anelli         | 1        | 0       | 0           | 0          | 0            | 0            | 0            | 0            | 1        | 0      | 0           | 0          |
| T. Bartoccioni   | 20       | 3       | 0           | 0          | 0            | 0            | 0            | 0            | 20       | 3      | 0           | 0          |
| A. Bedini        | 1        | 0       | 0           | 0          | 0            | 0            | 0            | 0            | 1        | 0      | 0           | 0          |
| A. Cafà          | 23       | 0       | 0           | 0          | 0            | 0            | 0            | 0            | 23       | 0      | 0           | 0          |
| C. Cesarini      | 24       | 0       | 0           | 0          | 0            | 0            | 0            | 0            | 24       | 0      | 0           | 0          |
| M. Ciceri        | 9        | 4       | 0           | 0          | 0            | 0            | 0            | 0            | 9        | 4      | 0           | 0          |
| A. Comparcola    | 24       | 1       | 0           | 0          | 0            | 0            | 0            | 0            | 24       | 1      | 0           | 0          |
| M. Conicchioli   | 23       | 0       | 0           | 0          | 0            | 0            | 0            | 0            | 23       | 0      | 0           | 0          |
| L. Cristofanelli | 6        | 0       | 0           | 0          | 0            | 0            | 0            | 0            | 6        | 0      | 0           | 0          |
| P. Debbi         | 1        | 0       | 0           | 0          | 0            | 0            | 0            | 0            | 1        | 0      | 0           | 0          |
| R. Granieri      | 23       | -?      | 0           | 0          | 0            | 0            | 0            | 0            | 23       | 0+     | 0           | 0          |
| . Loforte        | 1        | 0       | 0           | 0          | 0            | 0            | 0            | 0            | 1        | 0      | 0           | 0          |
| T. Lonero        | 23       | 1       | 0           | 0          | 0            | 0            | 0            | 0            | 23       | 1      | 0           | 0          |
| . Mercuri        | 8        | 0       | 0           | 0          | 0            | 0            | 0            | 0            | 8        | 0      | 0           | 0          |
| S. Pierazzuoli   | 23       | 1       | 0           | 0          | 0            | 0            | 0            | 0            | 23       | 1      | 0           | 0          |
| C. Popolla       | 18       | 0       | 0           | 0          | 0            | 0            | 0            | 0            | 18       | 0      | 0           | 0          |
| E. Saldi         | 20       | 0       | 0           | 0          | 0            | 0            | 0            | 0            | 20       | 0      | 0           | 0          |
| C. Silvestri     | 11       | 2       | 0           | 0          | 0            | 0            | 0            | 0            | 11       | 2      | 0           | 0          |
| . Simeoni        | 7        | 0       | 0           | 0          | 0            | 0            | 0            | 0            | 7        | 0      | 0           | 0          |
| B. Valente       | 2        | 0       | 0           | 0          | 0            | 0            | 0            | 0            | 2        | 0      | 0           | 0          |
| E. Venuto        | 23       | 2       | 0           | 0          | 0            | 0            | 0            | 0            | 23       | 2      | 0           | 0          |